# Maurice K. Jerome
Maurice K. Jerome (* 18. Juli 1893 in New York; † 8. Januar 1977 in Encino, Kalifornien) war ein US-amerikanischer Filmkomponist, Liederschreiber, Pianist und Musikverleger, der in den Jahren 1945 und 1946 für einen Oscar nominiert war. Besonders bekannt wurden seine oscarnominierten Lieder Sweet Dreams, Sweetheart aus der romantischen Musical-Komödie Hollywood Canteen von 1944 und Some Sunday Morning aus dem Western Ein Mann der Tat sowie das Wiegenlied My Little Buckaroo, erstmals vorgestellt in dem Western Cherokee Strip (1937).

## Biografie
Jerome besuchte die High School und absolvierte ein privates Musikstudium. Bereits in der Oberstufe arbeitete er als Pianist und Komponist für Kinoproduktionen, später spielte er als Pianist für Waterson, Berlin & Snyder, seinerzeit eine der größten Musikverlagsgesellschaften in den Vereinigten Staaten. 1911 gründete er sein eigenes Musikverlagsunternehmen in New York. Im Jahr 1929 verschlug es ihn nach Hollywood, wo er alsbald Themensongs für Filmmusicals und alle Art von Filmen schrieb. In der Folge schloss er einen 18 Jahre währenden Vertrag mit Warner Bros. ab. Mit den Kollegen Ted Koehler, Joe Young, Sam M. Lewis und Jack Scholl machte er in der ASCAP Bekanntschaft.
Jerome betätigte sich außerdem etwa ab Mitte der 1930er-Jahre, indem er Musik für Trickfilme komponierte, darunter neun Filme der animierten Kurzfilmreihe über Porky, beginnend 1937 mit Porky’s Road Race (Musik: Through the Courtesy of Love) und endend 1941 mit Porky’s Ant (Musik: Congo).
Zu seinen Kompositionen gehören unter anderem Just a Baby’s Prayer at Twilight, Old Pal, Why Don’t You Answer Me?, Bright Eyes, Dream Kisses, Through the Courtesy of Love, The Old Apple Tree, You, You Darlin, The Wish That I Wish Tonight, Would You Believe Me?, Song of the Bombardiers, Mary Dear und It’s Victory Day (ausgezeichnet mit einer Silbermedaille).
1945 erhielt Jerome zusammen mit Ted Koehler eine Oscar-Nominierung in der Kategorie „Bester Song“ für das Lied Sweet Dreams, Sweetheart aus dem Filmmusical Hollywood Canteen und im darauffolgenden Jahr zusammen mit Ray Heindorf und wiederum Ted Koehler für das Lied Some Sunday Morning aus dem Western Ein Mann der Tat. 1945 ging der Oscar an Jimmy Van Heusen und Johnny Burke und ihr Lied Swinging on a Star aus dem Filmdrama Der Weg zum Glück, 1946 ging er an Oscar Hammerstein und Richard Rodgers und ihr Lied It Might as Well Be Spring aus dem Musicalfilm Jahrmarkt der Liebe.
Maurice K. Jerome heiratete 1934 die Schauspielerin Norma Talmadge, die Ehe wurde im selben Jahr wieder geschieden. Der Komponist verstarb 83-jährig und hinterließ neben seiner zweiten Ehefrau Rae einen Sohn, eine Tochter und zwei Enkelkinder.
Die IMDb listet für ihn 293 Einträge unter Soundtrack, 88 unter Music Department und zwei weitere.

## Kompositionen (Auswahl)
- 1928: Dream Kisses für die Kurzfilme Banjoland und The Larry Ceballos Revue
- 1929: You and I in the Moonlight für den Film Unsichtbare Fesseln
- 1929: Oh! Oh! Oh! What I Know About Love für die Filme The Girl from Woolworth’s und The Barber Shop Chord
- 1929: Straight Place and Show für den Film Little Johnny Jones
- 1929: Help Yourself to Love, Bride Without a Groom, Only the Girl, Everybody’s Darling, That Thing für den Film The Painted Angel
- 1930: Bubbles für den Kurzfilm Bubbles
- 1930: Were You Just Pretending? für den Film No, No, Nanette
- 1930: Sweetheart Lane, Kickin’ Up the Dust, Reading and Writing für den Kurzfilm School Daze
- 1933: What Is Sweeter Than the Sweetness of I Love You, Draggin’ My Heels Around, Isle of Blues für den Film Myrt and Marge
- 1934: Babbitt (Filmmusik)
- 1934: Mandalay (im Komponistenteam)
- 1934: Dr. Monica (im Komponistenteam)
- 1934: Der Schrecken der Rennbahn (Komponist der Titelmelodie)
- 1935: Covered Wagon Days für den Film Moonlight on the Prairie
- 1936: Lucky für den Film Höhe Null
- 1936: Liberty Rules Our Land für den Kurzfilm Give Me Liberty
- 1936: Wem gehört die Stadt? (im Komponistenteam)
- 1937: The Roost Song für den Film Der Prinz und der Bettelknabe
- 1937: The Moon Is in Tears Tonight für den Film Kid Galahad – Mit harten Fäusten
- 1937: Without Your Love, Ever Since Eve für den Film Mr. Dodd Takes the Air
- 1937: The Colonel of the Regiment für den Film The Littlest Diplomat
- 1937: Over the Trail Again, Give Me a Song, Sunset on the Rainbow Trail, The Prairie Is My Home, My Texas Home, In a Little Prairie Town, God’s Country für den Film Prairie Thunder
- 1937: As Sure As You’re in Love für den Film Ein Kerl zum Verlieben
- 1937: My Little Buckaroo, Down the Cottonwood Trail, Along the Old Frontier für den Film Cherokee Strip
- 1938: I Gotta Get Back t My Gal für den Film Goldene Erde Kalifornien
- 1938: How Do You Do, Mr. Marco? für den Film Vier Leichen auf Abwegen (A Slight Case of Murder)
- 1938: Swingin’ Through the Kitchen Door, Drifting on the Rio Grande, The Toast of the Texas Frontier, Look Out for Love für den Kurzfilm Swingtime in the Movies
- 1938: Liebe zu viert (im Komponistenteam)
- 1939: Dust Be My Destiny für den Film Dust Be My Destiny
- 1939: Hark, Hark, the Meadowlark für den Film Kid Nightingale
- 1940: Satuday’s Children für den Film Der Traum vom schöneren Leben (Saturday’s Children)
- 1940: My Little Buckaroo, auch vorgetragen im Film Orchid, der Gangsterbruder
- 1940: The War of the Roses, Loti’s Song, Lullaby für den Film Hölle, wo ist dein Sieg?
- 1940: The Holliday Wagon Song für den Film Land der Gottlosen
- 1940: Im Taumel der Weltstadt (im Komponistenteam)
- 1941: Love Me für den Film Mr. X auf Abwegen
- 1941: My Little Buckaroo, auch vorgetragen im Film Die Braut kam per Nachnahme
- 1942: Good Luck, Johnny, Little Johnny Jones, All Aboard for Old Broadway für den Film Yankee Doodle Dandy
- 1942: Knock on Wood für den Film Casablanca
- 1943: Song of the Bombardiers für den Film Ohne Rücksicht auf Verluste
- 1944: Sweet Dreams, Sweetheart für den Film Hollywood Canteen
- 1945: The Wish That I Wish Tonight für den Film Weihnachten nach Maß
- 1945: Some Sunday Morning für den Film Ein Mann der Tat
- 1946: You Again für den Film Eine Lady für den Gangster
- 1947: Would You Like a Souvenir?, Who Cares What People Say? für den Film Nora Prentiss
- 1947: Hush-a-Bye, Wee Rose of Killarney, The Natchez and the Robert E. Lee, Miss Lindy Lou, There’s Room in My Heart for Them All, Minstrel Days, Let Me Dream Some More, Sing an Irish Song, Show Me the Way to the Kerry Fair, The Mirror Song für den Film My Wild Irish Rose
- 1948: Some Sunday Morning (1945), auch gespielt im Film Die Schlangengrube
- 1948: Sweet Dreams, Sweetheart (1944), auch gespielt im Film Der preisgekrönte Mäusefänger
- 1949: Skating on the Old Mill Pond (Musik, Lyrik: Jack Scholl, gespielt im Kurzfilm Snow Carnival)
- 1950: A Farm off Old Broadway, My Own True Love and I, How Am I Going to Tell Them at the Yacht Club?, The Winter Serenade, Winter Comes für den Film The Daughter of Rosie O’Grady
- 1951: Alma Mater für den Film Goodbye, My Fancy
- 1952: The Soubrette on the Police Gazette für den Film Für eine Handvoll Geld
- 1955: Mi Caballero für den Film Der Seefuchs
- 1956: Gettin’ Nowhere Road, Kentucky Means Paradise, Glory, Calypso, Happy Time Again für den Film Glory
- 1956: Would You Believe Me? (1947), auch gespielt im Film Giganten
- 1958: Some Sunday Morning (1945), auch gespielt im Film Die Nackten und die Toten
- 1967: Jazz Baby für den Film Modern Millie – Reicher Mann gesucht
- 2000: What Is Sweeter (1933), auch gespielt in dem Film  O Brother, Where Art Thou? – Eine Mississippi-Odyssee
- 2002: You, You Darlin (1940), auch gespielt in dem Film Die göttlichen Geheimnisse der Ya-Ya-Schwestern
- 2007: Hollywood Canteen (1944), auch gespielt in dem Fernsehfilm The Brothers Warner
- 2009: Sweet Dreams, Sweetheart (1944), auch gespielt in der Video-Dokumentation Hollywood Singing and Dancing: A Musical History – The 1940s: Stars, Stripes and Singing

## Auszeichnungen
- 1945: Oscarnominierung für Sweet Dreams, Sweetheart in der Kategorie „Bester Song“
- 1946: Oscarnominierung für Some Sunday Morning in der Kategorie „Bester Song“